# Dégazage (astrophysique)
Pour les articles homonymes, voir Dégazage.

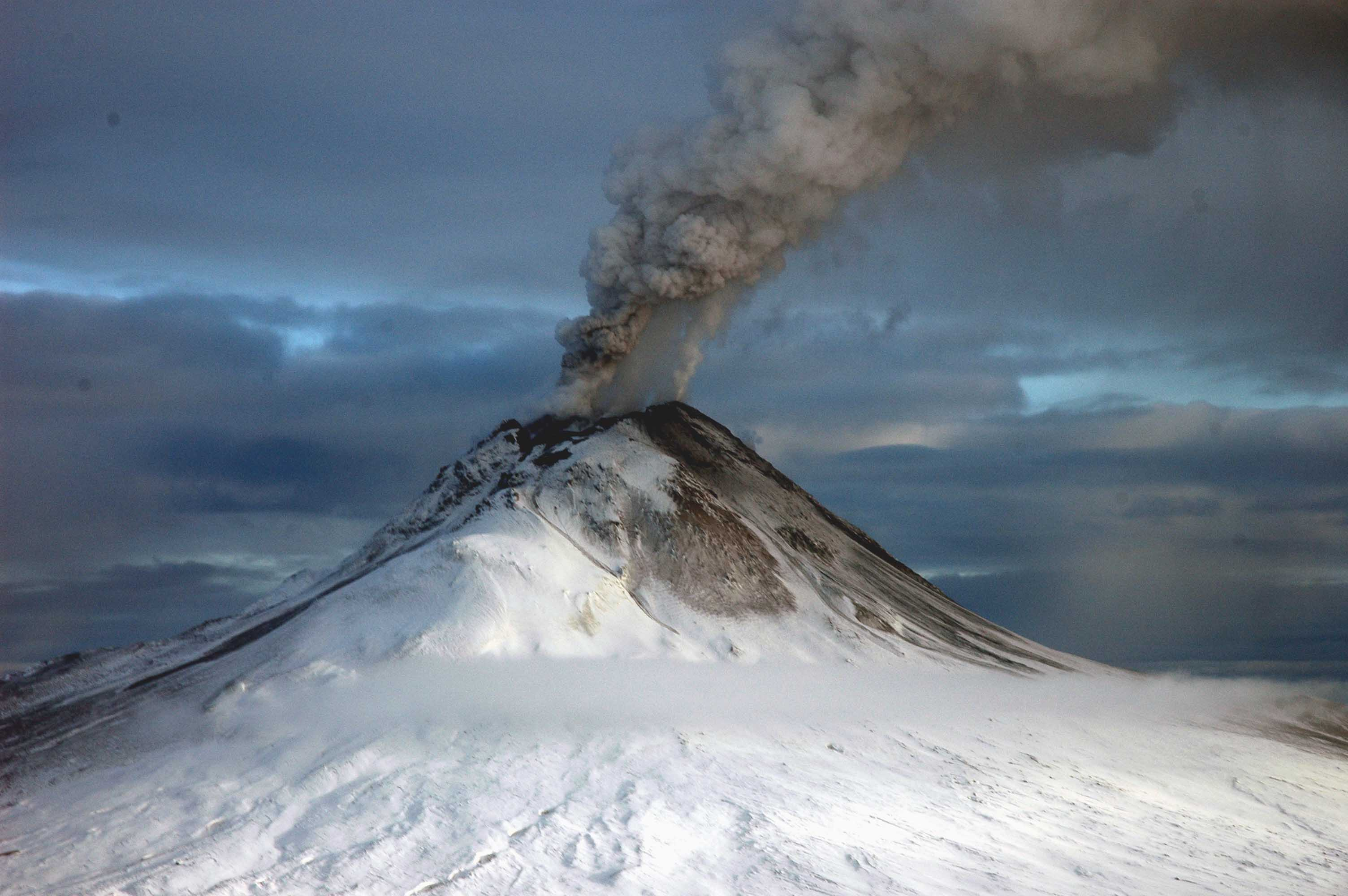
Volcan terrestre (mont Augustine, en Alaska) produisant le phénomène de dégazage.

Le dégazage est un procédé par lequel de la matière sous forme solide se retrouve sublimée ou évaporée en gaz et finit par s'échapper du milieu dans lequel il est contenu. Ce phénomène peut se produire si la température augmente considérablement ou si la pression diminue significativement.
En astrophysique, ce phénomène explique vraisemblablement la création des atmosphères des planètes telluriques ou de certaines lunes. Il est également responsable de la formation de la queue des comètes ainsi que de l'émission de gaz par volcans, qui, sur Terre, libèrent des éléments chimiques ségrégués dans le manteau.

## Atmosphères

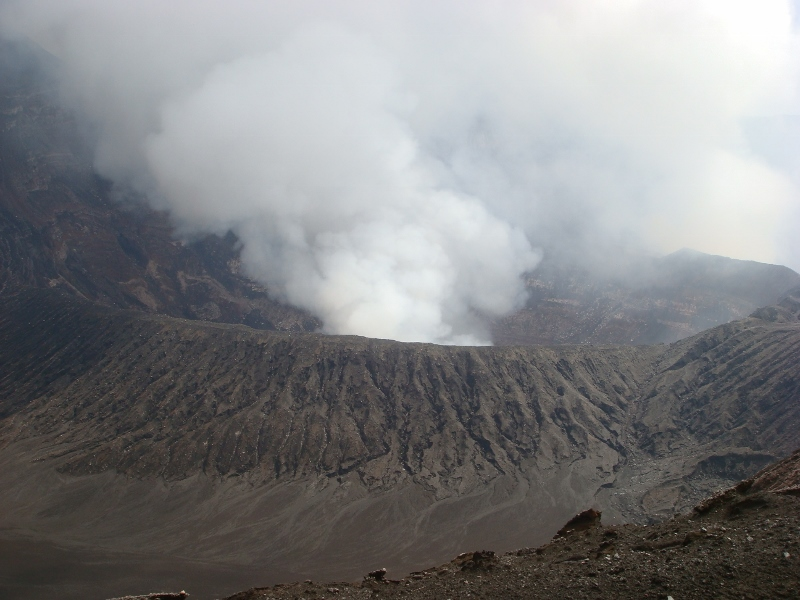
Le dégazage du cratère secondaire sud du Benbow, situé dans la caldeira sommitale de l'île d'Ambrym.

Selon la théorie de la création de l'atmosphère par dégazage, une partie des gaz formant l'atmosphère des planètes telluriques, ainsi que ceux de certaines lunes, proviendraient de l'évacuation d'éléments volatils piégés dans les grains rocheux des planètes. Ce dégazage se produirait surtout lors d'éruptions volcaniques. Ces gaz seraient majoritairement composés d'hydrogène, de carbone, d'oxygène et d'azote. Malgré leur abondance, en raison de leur légèreté, l'hydrogène et l'hélium ne constituent pas une part significative des atmosphères des corps rocheux du Système solaire, étant rapidement éjectés de ces dernières.
Si le corps a un pouvoir de rétention suffisant (pouvoir surtout lié à sa gravité) pour que certains gaz ne s'échappent pas dans l'espace, il se crée ainsi une atmosphère.
La capacité d'une planète à retenir une atmosphère varient selon plusieurs facteurs. En effet, une agitation thermique se produit sur les molécules susceptibles de former une atmosphère. Cette agitation donne à ces molécules une vitesse moyenne de déplacement. Si celle-ci est inférieure d'un certain facteur à la vitesse minimale qu'un objet doit dépasser pour pouvoir échapper à l'attraction gravitationnelle, alors l'atmosphère est conservée.

### Terre

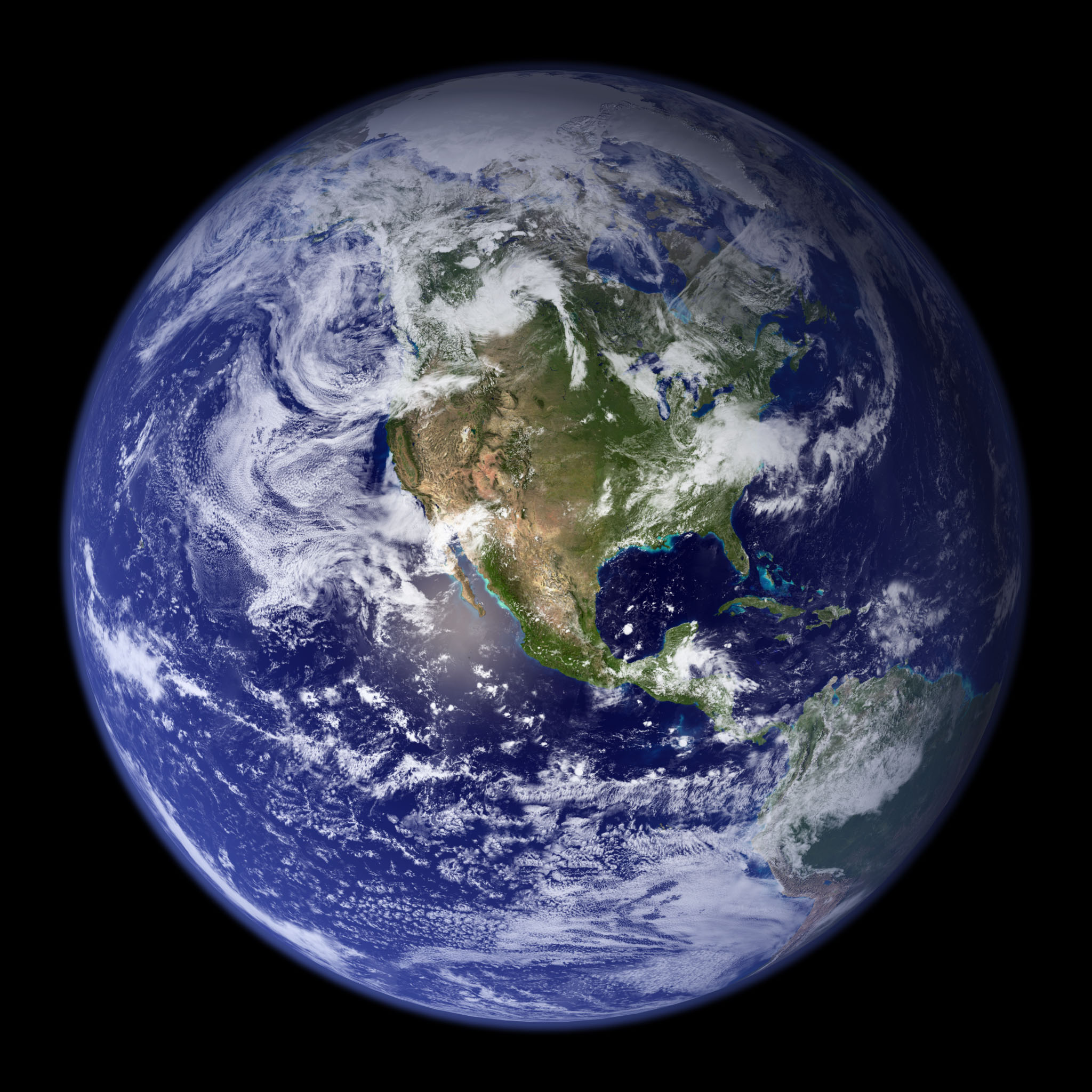
La planète Terre.

Sur Terre, la ségrégation des éléments chimiques dans le manteau mène au dégazage de ce dernier. Par convection, une partie des roches remontent vers la surface et fondent par détente adiabatique. Il se forme alors des poches de magma liquide qui étant plus légères que l'encaissant, remontent sous l'effet de la poussée d'Archimède dans la lithosphère en la fracturant. C'est au sein de ce magma que se produit une séparation de la phase volatile.
Les premiers gaz de l'atmosphère de la Terre ont probablement été de la vapeur d'eau et de l'azote. La condensation de la vapeur d'eau a réduit sa présence dans l'atmosphère et la vie a entraîné une augmentation de l'oxygène.
L'atmosphère possède des constituants dont la concentration varie peu (azote, gaz rares) et d'autres de concentration plus variables (CO2, vapeur d'eau).
Le dégazage a une influence sur climat terrestre. En effet, depuis longtemps, le climat sur Terre varie entre périodes chaudes et périodes glaciaires. Le taux de dioxyde de carbone (CO2) présent dans l'atmosphère joue un rôle sur le climat et ce taux est grandement influencé par le dégazage des volcans. Présentement, presque la moitié du CO2 présent sur Terre a été engendré par ce dégazage[source insuffisante].

### Mars

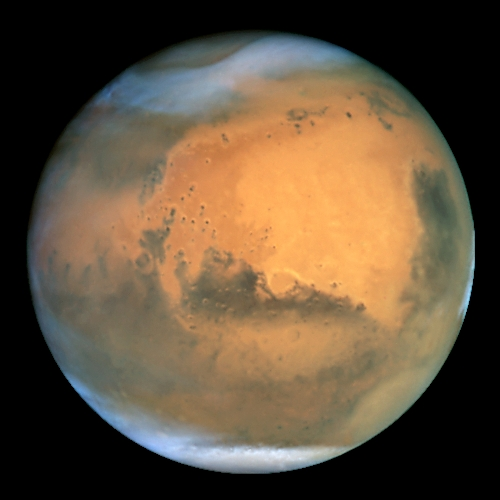
La planète Mars prise par le télescope spatial Hubble le 26 juin 2001.

L'atmosphère sur Mars est très ténue si on la compare à celle de la Terre et Vénus. Ses gaz ont fui dans l'espace en raison de la faible gravité de la planète, dont l'accélération gravitationnelle est de 3,711 m/s2. Ceci lui donne une pression de surface d'environ 0,6 % de celle de la Terre. Malgré cette différence, la composition chimique de l'atmosphère martienne est similaire à celle de Vénus : Elle est composée à 95 % de CO2 et 2,7 % d'azote par rapport à 96 % et 3,5 % pour Vénus.
Le dégazage associé aux impacts météoritiques et au volcanisme serait la première source d'eau dans son atmosphère. De nos jours, la planète Mars ne peut pas avoir d'eau liquide à sa surface, sauf dans des circonstances très rares. Cela est dû à la pression atmosphérique qui est si faible qu'à toute température bien au-dessus du point de congélation, l'eau serait tout simplement évaporée dans l'atmosphère.

### Vénus

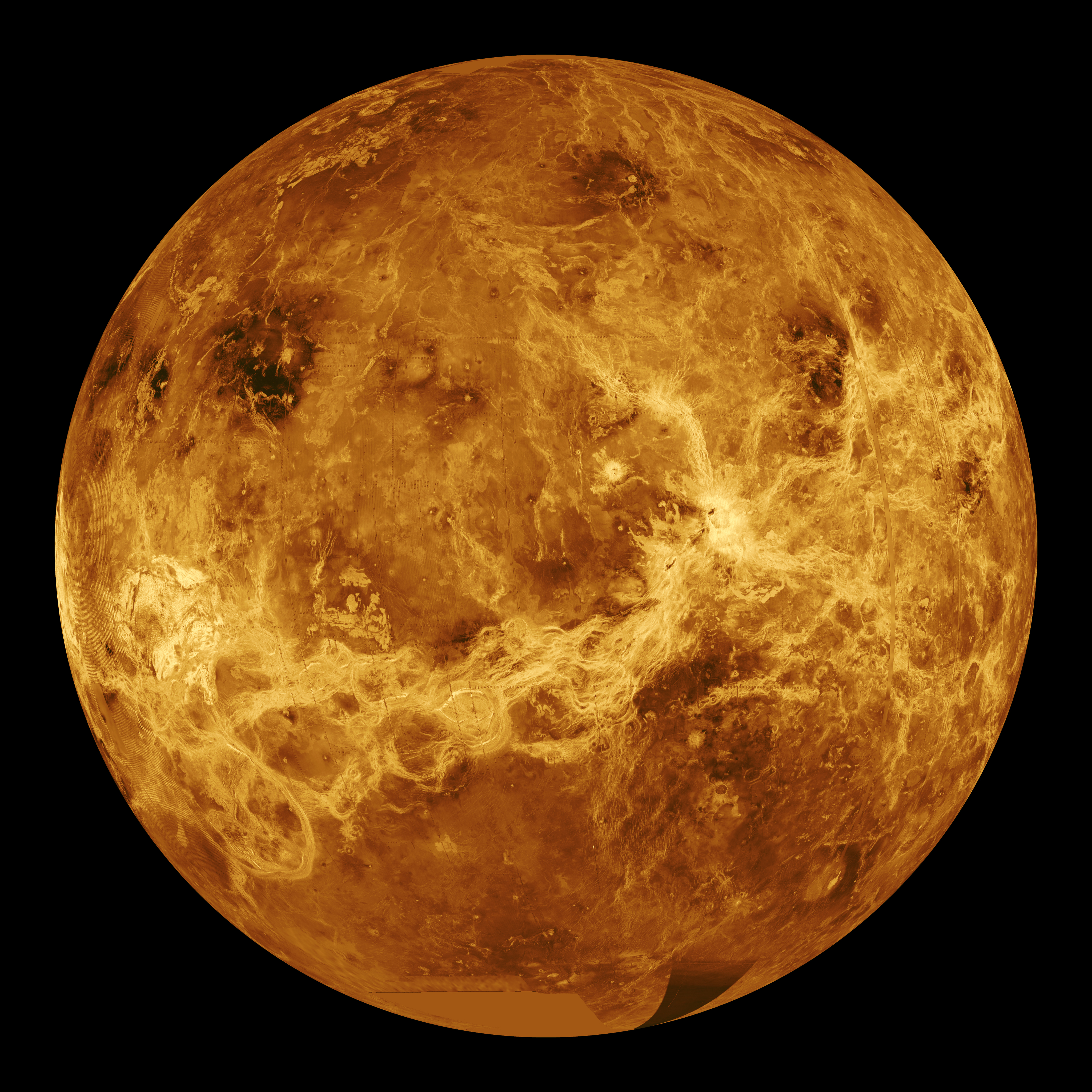
La planète Vénus.

Le dégazage de Vénus produit une grande quantité de dioxyde de soufre (SO2), qui est par la suite transformé en produits tels que le disoufre (S2) et le sulfure d'hydrogène (H2S). Ses nombreux volcans entrainent un effet significatif sur l'atmosphère.

### Comètes

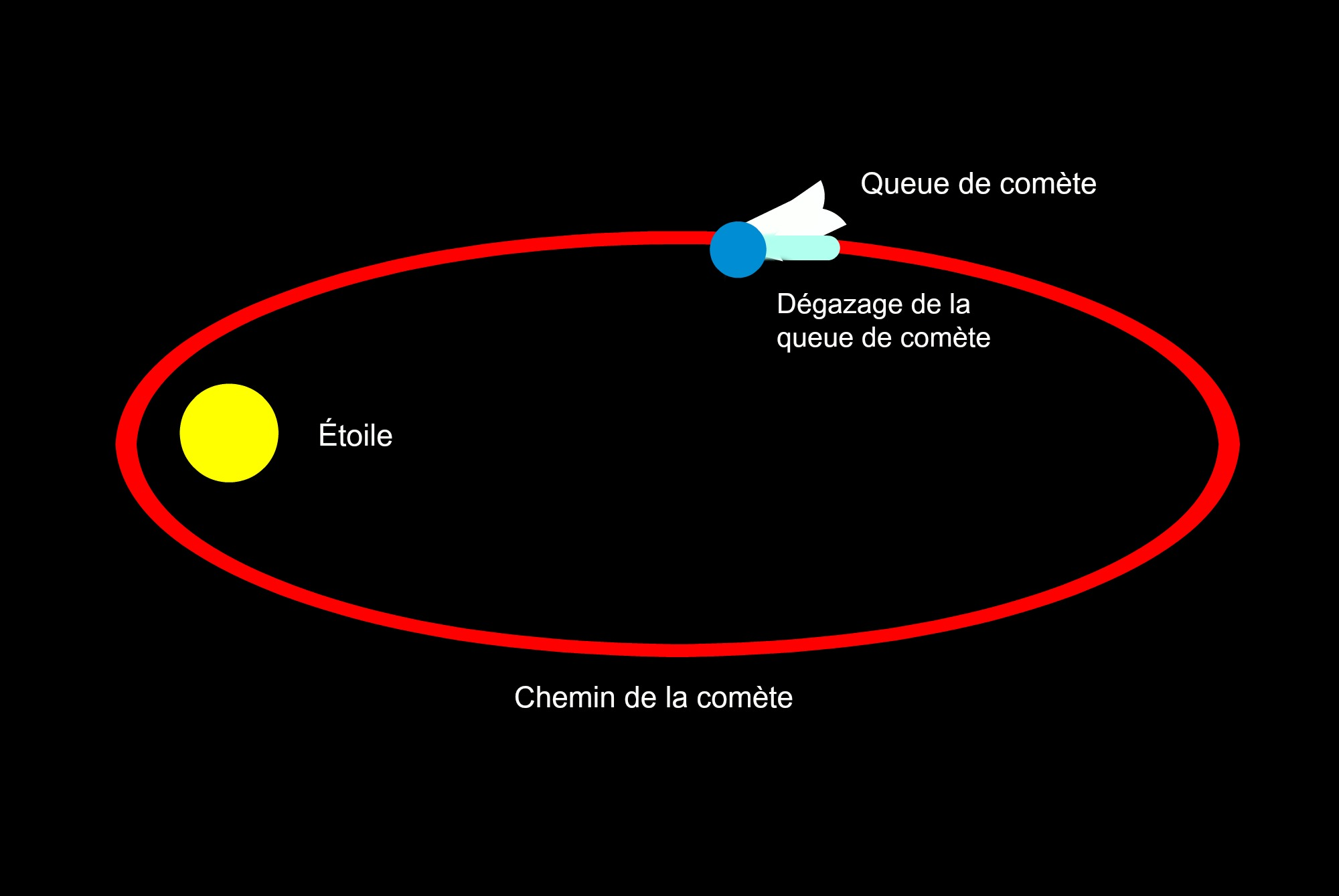
Dégazage d'une comète.

Le dégazage touche les parties externes d'une comète lorsque celle-ci est relativement proche du Soleil. Lorsque la température à la surface est assez élevée, le gaz contenu sous forme solide dans le sol se sublime en entraînant avec lui des poussières qui forment alors une atmosphère instable autour de la comète, : la queue. Ce dégazage conduit à la formation de la queue de la comète.
Le rayonnement solaire aura une certaine influence sur celle-ci, qui varie selon la masse de la matière éjectée. Les particules plus légères sont littéralement balayées par le vent solaire. Des vapeurs constituées de molécules, dont certaines peuvent être complexes, se répandent dans le vide autour de la comète, entraînant avec elles des poussières et formant un milieu très peu dense. À 1 million de kilomètres du noyau cométaire, il n'y a qu'environ 10 molécules par centimètre cube. Cette matière dégazée est exposée directement aux rayonnement solaire, l'ultraviolet dissociant les grosses molécules pour former des molécules plus petites et des ions moléculaires électriquement chargés. La queue se retrouve ainsi à s'aligner avec le vent solaire. Les particules plus lourdes conservent, quant à elles, une partie de la vitesse de la comète d'où elles proviennent.